# H.245
H.245 est un protocole défini pour les canaux des médias par H.323. Le canal de contrôle H.245 est ouvert au début d’appel pour négocier des codecs communs, assurer toutes les fonctions de gestion des flux média. Il utilise les messages codés en ASN.1 et se base sur le protocole TCP.

## Sources
- Standard H.245 sur le site de l'ITU